# Косилово (деревня, городской округ Шаховская)
Косилово — деревня в городском округе Шаховская Московской области России.

## Население
| 1852 | 1859 | 1926 | 2002 | 2006 | 2010 |
| ---- | ---- | ---- | ---- | ---- | ---- |
| 264  | ↘259 | ↘239 | ↘13  | ↘9   | ↗46  |

По данным Всероссийской переписи 2010 года численность постоянного населения составила 46 человек (25 мужчин, 21 женщина).

## География
Расположена рядом с границей Московской и Тверской областей, примерно в 24 км к северо-западу от районного центра — посёлка городского типа Шаховская. Примыкает с запада к селу Ивашково.
В деревне одна улица — Новая.
Соседние населённые пункты — деревня Новое Несытово, а также деревни Кашенцево и Полухтино Зубцовского района Тверской области.

## Исторические сведения
В 1769 году Косилова — деревня Издетелемского стана Волоколамского уезда Московской губернии, владение Коллегии экономии, ранее Иосифова монастыря (пожалована ему в 1622 году царём Михаилом Федоровичем). К владению относилось 278 десятин 686 саженей пашни и 40 десятины 102 сажени сенного покоса. В деревне было 103 души.
В середине XIX века деревня Касилово относилась ко 2-му стану Волоколамского уезда и принадлежала Департаменту государственных имуществ. В деревне было 33 двора, 135 душ мужского пола и 129 душ женского.
В «Списке населённых мест» 1862 года — казённая деревня 2-го стана Волоколамского уезда Московской губернии по правую сторону Зубцовского тракта (из села Ярополча), в 48 верстах от уездного города, при пруде, с 38 дворами и 259 жителями (130 мужчин, 129 женщин).
По данным на 1890 год деревня Косилова входила в состав Плосковской волости, число душ мужского пола составляло 126 человек.
В 1913 году в Косилово — 40 дворов.
По материалам Всесоюзной переписи населения 1926 года — центр Косиловского сельсовета Раменской волости, проживало 239 человек (108 мужчин, 131 женщин), насчитывалось 48 крестьянских хозяйств.
С 1929 года — населённый пункт в составе Шаховского района Московской области.
1994—2006 гг. — деревня Ивашковского сельского округа.
2006—2015 гг. — деревня сельского поселения Раменское.
2015 — н. в. — деревня городского округа Шаховская.